# ロデレロ
ロデレロ（rodelero）は、盾と片手剣を装備した中世から近世スペインの歩兵。16世紀前期までは活躍したものの、その後に廃された。剣士を意味するエスパダチン（espadachin）の別名もある。
片手剣（エスパーダ）のほか、バックラーもしくは鉄の円盾（ローデラ）、兜、そしてキルティングまたは金属の胸甲を装備したロデレロは、かつてのローマ歩兵の復活を期して設けられた兵種である。古代イベリア半島にはスクタリと呼ばれた、ロデレロと同じく盾と片手剣（この場合はスクトゥムとファルカタないしグラディウス）を装備した戦士がいるが、これがロデレロの直結の祖であるかは不明である。
元々イベリア半島は山地の多い地域であるため、「カスティーリャ」という地名が示すようにもっぱら要所要所での攻城戦が野戦よりも多く、ローデラはその際に、敵の飛び道具や物陰からの攻撃から身を守るのに都合が良かった。中世にはスペイン軍の中核に位置し、例えばコルテスの新大陸征服に用いられた軍のうち、ロデレロは1520年時点で1300人中1000人と大半を占め、1521年でも700人のロデレロに対し、火縄銃兵やクロスボウ兵はわずか118名であった。ちなみにメキシコ征服記の著者として知られるベルナル・ディアス・デル・カスティリョも、コルテス配下のロデレロである。
その後、スペイン軍は槍兵と投射兵を組み合わせたコルネリャと呼ばれる編成を設けるが、この際もハルバードを用いるドイツ兵やスイス兵に対抗すべく、槍兵が混戦に陥った時のために少数のロデレロが混ぜられた。実際ラヴェンナの戦いにおいてロデレロは槍兵に対して効果的に働いたが、しかしセミナラの戦いでは隊列の安定した槍兵隊に対して無力であった。しかも騎兵に弱いという欠点も露呈した。こうして弱点が多く認識された結果、1530年頃に採用された新編成であるテルシオからは外されることになる。
その後、ロデレロは廃れていった。しかし、片手剣と盾による歩兵の採用については、しばしば検討の対象となった。例えば、オランダ総督マウリッツは自らの護衛兵に剣とバックラーを与えたほか、三十年戦争ではマスケット銃兵から槍兵を防御するために、鉄製の大盾を持たせた歩兵を最前列に置くことが軍事理論家から提案されている。だが、これが実戦で用いられ成功を収めたかは疑わしい。